# Оффорд, Эдди
Эдди Оффорд (англ. Eddy Offord) — английский музыкальный продюсер и звукорежиссёр, работавший со многими известными музыкальными коллективами, в основном, в жанре прогрессивного рока. Особенно известен благодаря своей работе с группами Emerson, Lake & Palmer и Yes.

## Жизнь и карьера
Оффорд изучал физику в университете и устроился на работу звукорежиссером в Advision Studios в Лондоне, чтобы заполнить свободное время. Оффорд провел большую часть своей карьеры, работая в Advision Studios. Ранние проекты Оффорда в Advision включали два альбома 1969 года Brian Auger and the Trinity, Definitely What! и Streetnoise. 
Оффорд работал с Emerson, Lake & Palmer над их первыми четырьмя альбомами, выпущенными с 1970 по 1972 год. ELP написали дань уважения Оффорду в песне «Are You Ready, Eddy?», вошедшей в их альбом 1971 года Tarkus. 
В 1970 году Оффорд начал свое партнерство с Yes. Партнерство было плодотворным, но бурным; Оффорд заметил, что продюсирование Yes было похоже на «попытку продюсировать пять продюсеров». После Relayer (1974) Yes и Оффорд расстались, а гитарист Yes Стив Хау заявил, что Оффорд стал ненадежным во время туров. Крис Сквайр из Yes отдал должное мастерству Оффорда как продюсера и звукорежиссёра, сказав, что именно благодаря его влиянию альбом Fragile приобрёл глубину звучания и сложность, которые действительно сделали его «тонким» (англ. fragile). 
В конце 1970-х годов Оффорд переехал в США, где работал в Вудстоке, Атланте и Лос-Анджелесе. В 1994 году, после работы над Grassroots группы 311, Оффорд объявил о своем уходе из музыкального бизнеса. В 2011 году он изменил свое мнение, когда его пасынок познакомил его с группой The Midnight Moan, он спродюсировал их дебютный альбом.

## Некоторые альбомы, над которыми работал Оффорд
Emerson, Lake & Palmer:
- Emerson, Lake & Palmer (1970)
- Tarkus (1971)
- Pictures at an Exhibition (1971)
- Trilogy (1972)

Yes:
- Time and a Word (1970) (только звукорежиссёр)
- The Yes Album (1971)
- Fragile (1971)
- Close to the Edge (1972)
- Yessongs (1973)
- Tales from Topographic Oceans (1973)
- Relayer (1974)
- Drama (1980) (только сопродюсер)
- Union (1991)  (только два трека)

Brian Auger and the Trinity:
- Open (1968)
- Definitely What! (1969)
- Streetnoise (1969)

Heads Hands and Feet:
- Heads Hands and Feet (1971)
- Tracks (1972)

Taste and Rory Gallagher:
- Taste (1969)
- On the Boards (1970)
- Rory Gallagher (1971)

Baker Gurvitz Army:
- Hearts on Fire (1976)

David Sancious & Tone:
- True Stories (1978)
- Just As I Thought (1979)

Rozetta Stone:
- Where's My Hero (1980)

Blackjack:
- Worlds Apart (1980)

Andy Pratt:
- Motives (1979)

Dixie Dregs:
- Industry Standard (1982)

Pallas:
- The Sentinel (1984)

Art in America:
- Art in America (1983)

Jay Aaron:
- Jay Aaron Inside/Out (1990)

311:
- Music (1993)
- Grassroots (1994)

Opus:
- Opus (1987)

National Head Band:
- Albert 1 (1971)

Tinsley Ellis:
- Storm Warning (1994)
- Hell or High Water (2002)

Utopia:
- Ra (1977)